# Joseph Adam von Arco

Joseph Adam Graf von Arco, Lithographie von Faustin Herr

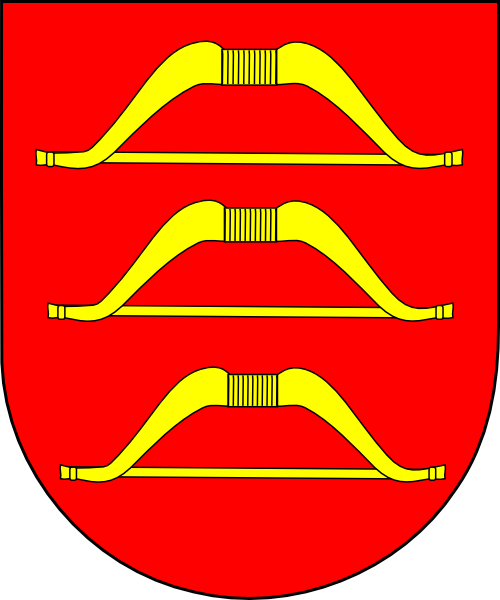
Wappen Joseph Adam von Arco, Bischof von Königgrätz (1776–1780)

Joseph Adam von Arco (auch: Joseph Adam Graf Arco; tschechisch Josef Adam Arco; * 27. Januar 1733 in Salzburg, Erzstift Salzburg; † 3. Juni 1802 in Graz) war Weihbischof in Passau, Bischof von Königgrätz und Fürstbischof von Seckau.

## Herkunft und Werdegang
Seine Eltern waren Anton Felix von Arco und Josephine, geb. von Hardegg. Joseph studierte als Alumne des Collegium Germanicum in Rom und erwarb den akademischen Grad eines Dr. theol. 
et phil. Am 7. Dezember 1755 empfing er die Priesterweihe. 1760 erfolgte die Ernennung zum Domkapitular in Passau. Am 9. April 1764 wurde er zum Titularbischof von Hippo und Weihbischof sowie Offizial für den niederösterreichischen Anteil der Diözese Passau ernannt. Die Bischofsweihe erfolgte am 1. Mai 1764 durch den Passauer Fürstbischof Leopold Ernst von Firmian. 1773 gab Joseph Adam von Arco die Stelle des Weihbischofs auf und erhielt später ein Kanonikat in Salzburg.

### Bischof von Königgrätz
Nach dem Tod des Königgrätzer Bischofs Johann Andreas Kayser von Kaysern nominierte Erzherzogin Maria Theresia in ihrer Eigenschaft als Königin von Böhmen am 17. Mai 1776 Joseph Adam von Arco zu dessen Nachfolger. Der päpstlichen Bestätigung vom 15. Juli desselben Jahres folgte am 25. August die Inbesitznahme des Bistums. Er begann mit der Visitation des Sprengels und beabsichtigte eine Reorganisation der Pfarreien, die jedoch nicht durchgeführt wurde, da er sich seit 1778 überwiegend in Salzburg aufhielt.

### Fürstbischof von Seckau

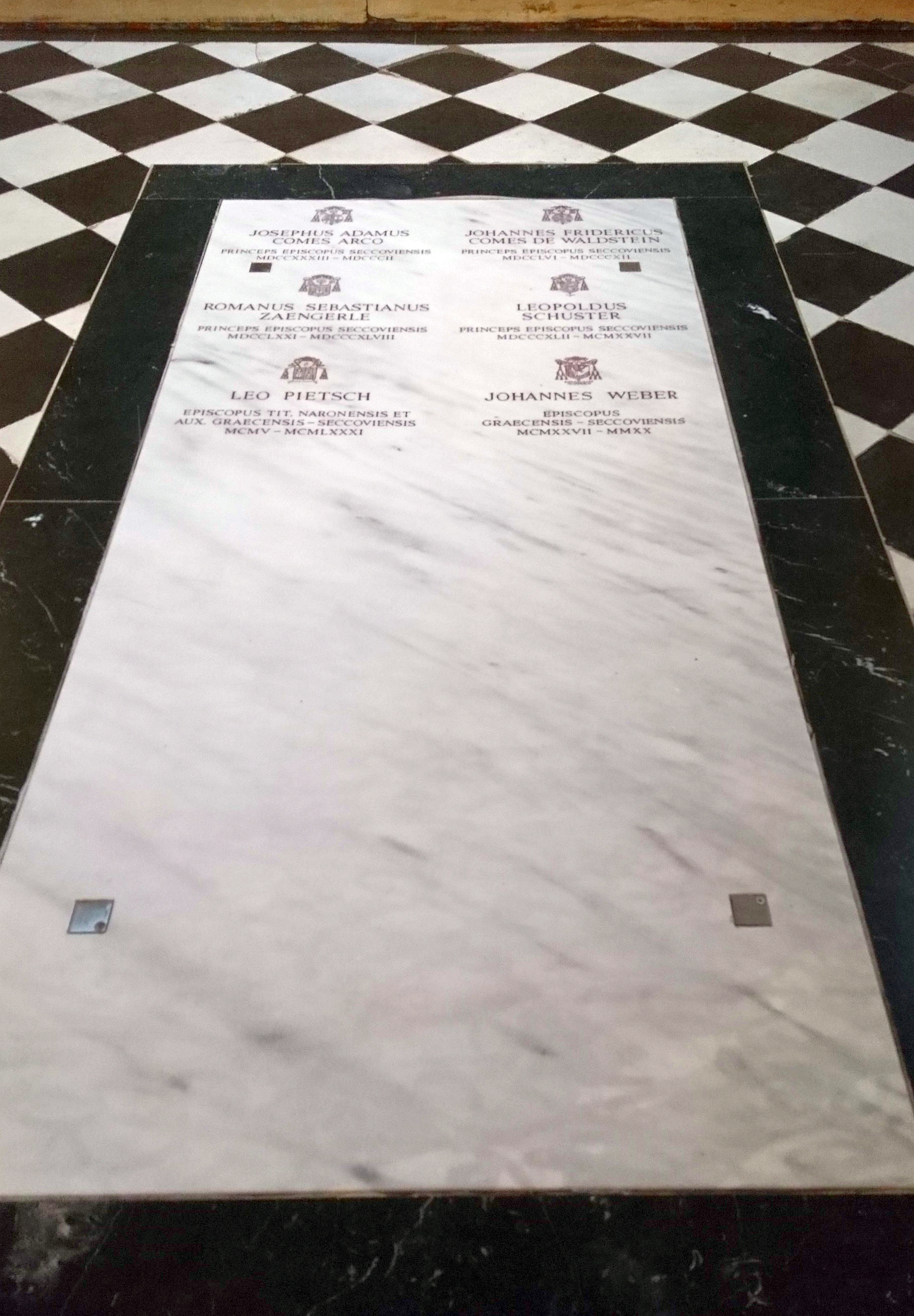
Grazer Dom – Bischofsgruft in der Kreuzkapelle

Der Salzburger Fürsterzbischof Colloredo ernannte Joseph Adam von Arco am 1. Januar 1780 zum Nachfolger des Seckauer Bischofs Josef II. Philipp Franz Graf von Spaur. In Seckau, das zu der Zeit ein Salzburger Eigenbistum war, unterstützte Arco, der dem Jansenismus nahestand, die Josephinischen Reformen, die in seinem Sprengel u. a. die Aufhebung mehrerer Klöster und die Verringerung von Bruderschaften zur Folge hatten. Dem 1781 von Joseph II. verkündeten Toleranzpatent stand er ablehnend gegenüber und empfahl stattdessen katholischen Religionsunterricht für Andersgläubige. Das kaiserliche Verbot der Veröffentlichung der Päpstlichen Bulle Unigenitus Dei filius von 1713, mit der der Jansenismus verurteilt wurde, unterstützte er.
Während seiner Amtszeit wurde Lavant, das den Status eines Salzburger Eigenbistums hatte, 1786 zu einem Suffragan der Kirchenprovinz Salzburg erhoben. Zugleich wurde der Bischofssitz in die Landeshauptstadt Graz verlegt, die dortige Ädigkirche zur Kathedrale erhoben und ein Domkapitel errichtet. Die im Rahmen der Josephinischen Reformen vorgesehene Errichtung einer innerösterreichischen Kirchenprovinz Graz scheiterte jedoch am Widerstand des Salzburger Erzbischofs Colloredo, obwohl bereits 1783 in Graz ein Generalseminar sowie eine Theologische Fakultät eingerichtet worden waren und Arco gleichzeitig zum Erzbischof ernannt wurde.
Nach dem Tod des Kaisers Joseph II. wandte sich Arco zusammen mit anderen österreichischen Bischöfen an Kaiser Leopold II. mit der Bitte um Rücknahme bzw. Änderung verschiedener Reformen. Nachfolgend wurde die Priesterausbildung und das Theologiestudium wieder der bischöflichen Aufsicht unterstellt.
Arco unternahm zahlreiche Visitationsreisen in seinem Sprengel und bemühte sich um die religiöse Volksbildung. Gleichzeitig übte er Kritik am volksfrommen Brauchtum. Er starb an den Folgen eines Schlaganfalls und wurde auf dem Steinfeldfriedhof in Graz beigesetzt. 2010 wurden seine sterblichen Überreste in die Bischofsgruft des Grazer Doms überführt.